# Micotoxina

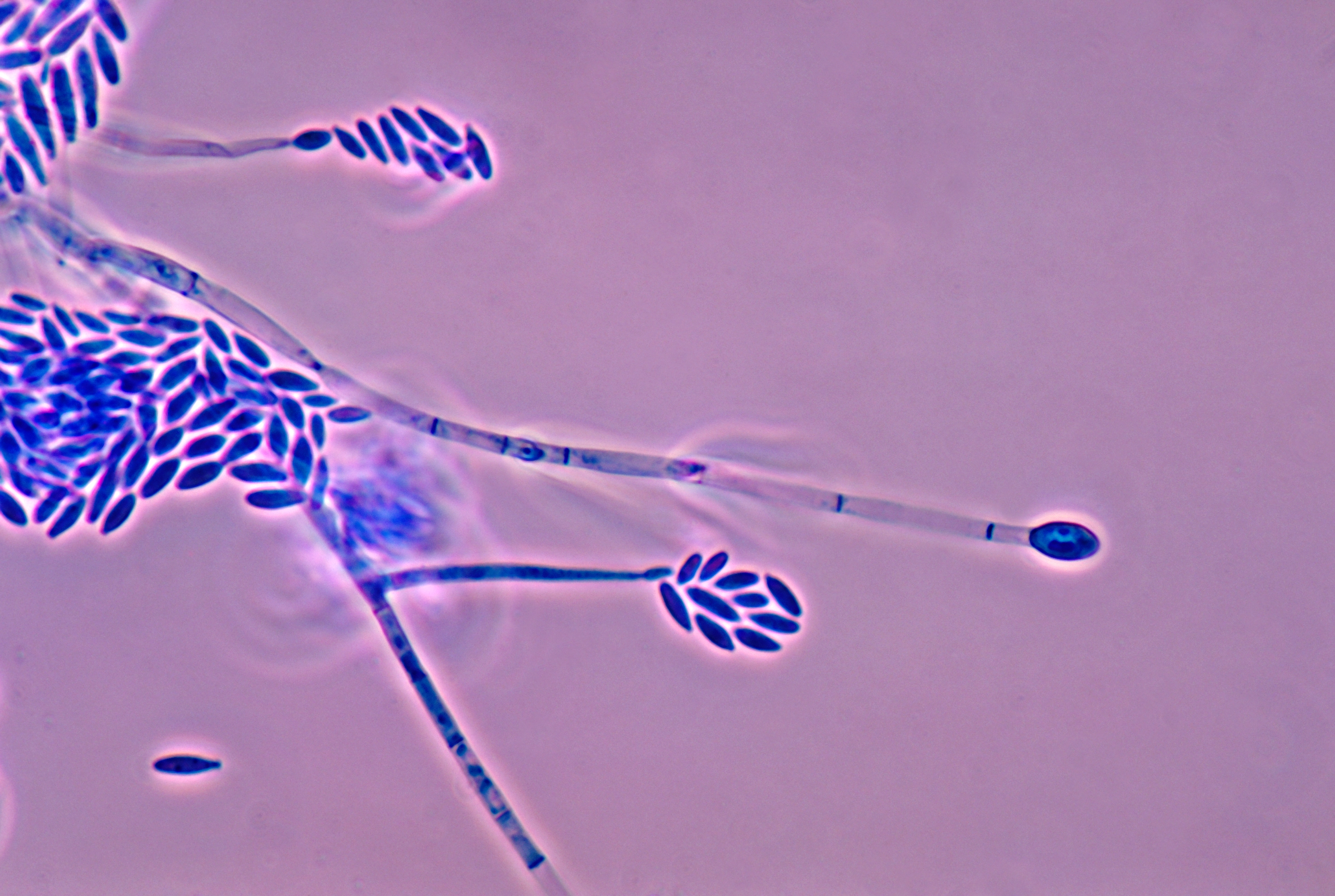
Microfotografia mostrando conidióforos e conídias do fungo Fusarium verticillioides.

Micotoxinas são substâncias químicas tóxicas produzidas por fungos. Na sua ação de decomposição dos alimentos, os fungos são capazes de produzir metabólitos secundários, não essenciais para sua manutenção primária, mas capazes de atingir outras espécies. Esses compostos, denominados genericamente micotoxinas, conferem aos fungos uma vantagem competitiva sobre outros fungos e sobre bactérias presentes no ambiente. Quase todas são citotóxicas, resultando na ruptura de membranas celulares e outras estruturas, ou interferindo em processos vitais como síntese proteica e de RNA ou DNA.. São estas substâncias que conferem importância aos fungos do ponto de vista toxicológico. São muito estáveis ao calor (resistem a temperaturas da ordem dos 270 °C), mas são sensíveis à radiação U.V. Suas propriedades tóxicas podem ser agudas (podendo ser identificados efeitos como gastroenterites), subagudas ou crônicas. Os efeitos crônicos podem ser difíceis de determinação, visto geralmente exigirem a ingestão moderada ao longo de períodos de tempo Distinguem-se as micotoxinas: 
- Zootóxicas: tóxicas para animais.
- Fitotóxicas: tóxicas para plantas.
- Antibióticos: tóxicos para bactérias.

## Micotoxinas produzidas em alimentos
Os fungos capazes de produzir toxinas em alimentos dividem-se em dois grupos principais.:

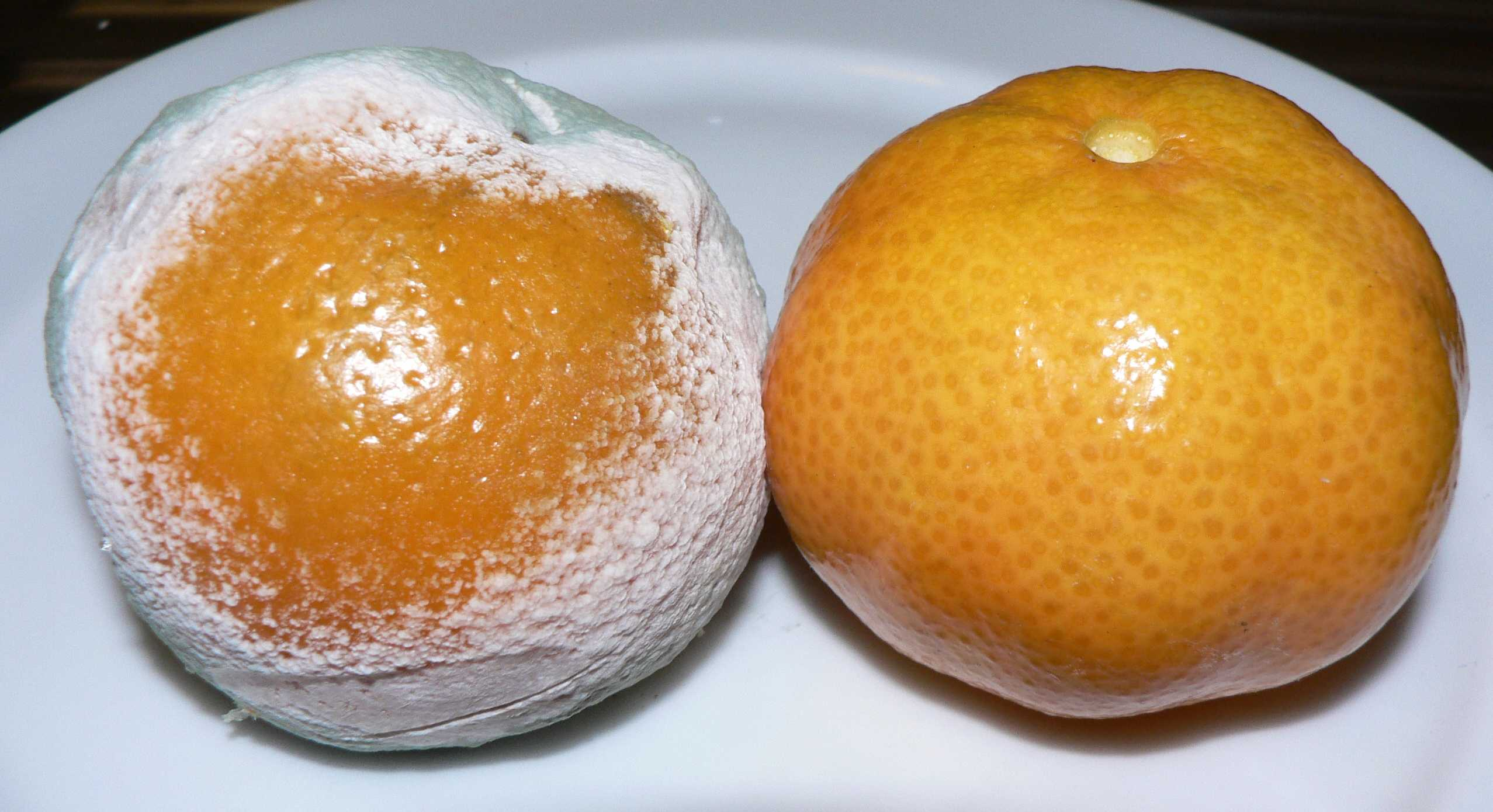
Tangerina contaminada por Penicillium sp.

1. Os fungos de campo, que atacam os vegetais antes da safra. Dentre esses, destacam-se:
  1. Os patógenos de plantas, a exemplo do Fusarium graminearum;
  2. Os fungos que crescem em plantas doentes ou estressadas, a exemplo do Fusarium moniliforme e Aspergillus flavus.
  3. Os fungos que, surgindo na planta antes da safra, predispõem o produto à contaminação após a coleta, a exemplo de Penicillium verrucosum e Aspergillum flavus.
2. Os fungos de armazenamento, que geralmente atacam somente após a coleta.

São descritas diversas micotoxinas, encontradas em alimentos e rações animais, grãos e sementes de uso alimentar humano, e em alimentos derivados. Dentre estas, algumas ocorrem freqüentemente em alimentos, apresentando importância especial em países tropicais e emergentes:
1. Os tricotecenos, relacionados a fungos do gênero Fusarium, Acremonium (Cephalosporium), Myrothecium, Trichoderma e Stachybotrys, são capazes de produzir sintomas respiratórios, como angústia respiratória ou hemorragias. 
  1. O deoxinivalenol/nivalenol (vomitina). Tricoteceno encontrado no trigo, milho, cevada. Produzido pelas espécies Fusarium graminearum, Fusarum cuimorum, Fusarium crookwellense. É tóxico para homens e animais, especialmente porcos. Foi identificado como causador de surtos de doença gastointestinal aguda em humanos. A FDA recomenda um nível máximo de 1 ppm nos alimentos.
  2. A Toxina T-2, tricoteceno capaz de danificar o sistema digestivo e causar a morte rápida por hemorragia interna. Causador da Aleukia e da Hemossiderose pulmonar em humanos..
  3. A satratoxina H, tricoteceno produzido pelo Stachybotrys chartarum e capaz de produzir imunossupressão.
2. A ocratoxina A. Encontrada em cevada, trigo e outros produtos. Produzida pelas espécies Aspergillus octraceus e Penicillium verrucosum. É considerada nefrotóxica e associada a nefropatias endêmicas e tumores de trato urinário. Suspeita-se que tenha ação carcinogênica no homem. Sua ação carcinogênica é comprovada em porcos e animais de laboratório.[3][4]
3. A zearelona. Produzida por diversas espécies de Fusarium, contamina cereais e é causadora de uma sídrome estrogênica específica em animais.[7]. Semelhante ao hormônio feminino estrogênio, ataca o sistema reprodutor[2]
4. As fumosinas, particularnmente a fumisina B1. São encontradas em sementes de milho procedentes de vários continentes. Produzidas pelo Fusarium moniliforme e outras espécies menos comuns, estão ligadas à carcinogenicidade, sendo comprovadamente tóxicos para porcos e aves domésticas. Nos cavalos, é causadora da leucoencefalomalácia equina (fatal).
5. a citrinina, produzida por espécies de Penicillium e Aspergillus, causa dano renal, vasodilatação e broncoconstição.
6. A patulina, produzida por fungos dos gêneros Penicillium, Aspergillus e outros gêneros, causa hemorragia ao cérebro e pulmões. Embora associada a maçãs fermentadas, pode ser encontrada em frutos aparentemente sadios.[2][8] Curiosamente, sabe-se que esta substância também é dotada de atividade contra bactérias gram-positivas e gram-negativas, e até sobre o Mycobacterium tuberculosis (causador da tuberculose). No entanto, é muito tóxica para uso humano, causando hiperemia, congestão e lesões hemorrágicas, particularmente no trato gastrintestinal. É também mutagênica, teratogênica e carcinogênica. O limite aceitável em alimentos é de 50 mg/L. Sua presença já foi detectada em sucos produzidos na Turquia, Portugal e Bélgica, entre outros países[8] --- embora geralmente abaixo dos níveis considerados tóxicos. Sua presença em sucos fermentados e sidras é diminuída devido ao metabolismo pela Saccharomyces cerevisiae. Vários estudos têm sido feitos sobre seu controle por meio de conservantes e embalagens especiais.
7. A sterigmatocistina, produzida pelo Aspergillus versicolor, é nefrotóxica, hepatotóxica e carcinogênica.
8. As aflatoxinas são encontradas no milho, amendoim[9], nozes, algodão e outras sementes oleosas.[3], bem como em seus produtos secundários. Foram descobertas em 1960, na Inglaterra, após a morte de 1.000.000.000 de aves que se alimentaram com torta de amendoim procedente do Brasil.[7]. As formas B1 e B2 são produzidas pelo Aspergillus flavus; além dessas,o Aspergillus parasiticus é capaz de produzir as formas G1 e G2. A forma M é o metabólito principal da aflatoxina B1, e pode ser encontrada no leite de vacas que tenham comido ração contaminada [10] . A Aflatoxina é causadora de necrose aguda, cirrose e carcinoma de fígado (seu alvo principal) em diversas espécies de animais[3].; é também referida como mutagênica, imunossupressora e neoplásica[11] Estudos em populações africanas e sul-asiáticas sugerem a associação de câncer com o teor de aflatoxina na dieta.

### Prevenção e detecção da contaminação
Geralmente, a contaminação por micotoxinas se associa ao manejo inadequado das plantações e/ou ao estoque em condições inapropriadas dos produtos. Os principais fatores intervenientes são as condições de umidade e temperatura relacionados à armazenagem. A melhor forma de prevenção, portanto, é a secagem rápida e adequada do produto, que pode ser realizada através da exposição ao sol ou em secadores apropriados. O combate às pragas (que contaminam as sementes e promovem condições favoráveis ao crescimento dos fungos) também é indispensável.
A prevenção da contaminação na fase agrícola de algumas culturas já é possível através do controle biológico; uma raça não toxigênica de Aspergillus flavus é introduzida no solo através do uso de um Produto Formulado e, pelo princípio da bioexclusão competitiva, reduz as populações de raças toxigênicas a níveis que não provocam mais a contaminação. A técnica reduz em no mínimo 85% a contaminação do amendoim tratado, quando em comparação com lotes não tratados. Por ocorrer ainda na fase agrícola, a técnica reduz o risco de contaminações também em armazenamento. Ela não exclui, no entanto, a necessidade de secagem dos produtos, sendo que no amendoim é indicada a secagem artificial em secadores estáticos.
É possível a detecção de fungos e aflatoxinas em sementes, monitoradas através de amostragem e realização de testes bioquímicos. Estes testes são utilizados para se estabelecer a aceitabilidade de limites de aceitação dos produtos para importação/exportação. Para a aflatoxina, por exemplo, o limite internacional é de 4 a 50 microgramas/Kg (ou partes por bilhão). Nos laboratórios mais modernos, já existem diversos testes padronizados, como testes de enzima-Imunoensaio (ELISA), cromatografia em camada delgada (TLC), cromatografia líquida de alta performance (HPLC), espectrofotometria de massa (MS) e outros métodos. Para a fidedignidade dos resultados, é importante a coleta de amostras representativas do lote de sementes analisado, por meio de técnicas pré-determinadas, o que oferece algumas dificuldades.

### Outras vias de inoculação
Apesar de menos estudada, a via aérea de inoculação de micotoxinas também é descrita.diversas micotoxinas já foram detectadas em grãos de poeira orgânica e esporos de fungos. Foi relatado que estas substâncias podem penetrar os alvéolos pulmonares, causando alterações imunológicas e inflamatórias locais, entre outros efeitos.

### Micotoxinas úteis ao homem

Estrutura química da Penicilina, produzida pelo Penicillium notatum.

Núcleo das cefalosporinas. Comparar com o anel beta-lactâmico da Penicilina, acima.

Fórmula estrutural da ergotamina.

Pelo menos três micotoxinas conhecidas são substâncias de grande utilidade ao homem:
1. A Penicilina, descoberta por Alexander Fleming (1928), produzida pelo Penicillium chrysogenum (ou P. notatum), foi uma grande descoberta da medicina no combate às infecções bacterianas. Apesar do surgimento de bactérias resistentes, até hoje este antibiótico --- e numerosos derivados químicos desenvolvidos pela indústria farmacológica --- são utilizados com sucesso no combate a inúmeras doenças.
2. Giuseppe Brotzu (1895-1976), Professor de Higiene na Faculdade Médica e Reitor da Universidadede Caglliari (Itália), analisando a água do mar próximo ao despejo de um esgoto, conseguiu isolar um fungo capaz de produzir uma substância que inibia o crescimento, em placas de ágar, de diversas bactérias. Este fungo foi denominado Cephalosporum acremonium, e, em 1946 (após a publicação de seus resultados na revista Lavori dellÍnstituto di igieni di Cagliari), Brotzu enviou o fungo ao Laboratório de Patologia da Universidade de Oxford. Ali Edward Abraham, que havia estudado a Penicilina, estudou e conseguiu produzir os antibióticos hoje chamados cefalosporinas, cujos derivados ainda hoje são de grande importância no combate a bactérias resistentes às penicilinas. As cefalosporinas são antibióticos de estrutura química semelhante à das penicilinas, diferindo na conformação do anel Beta-lactâmico, tendo sido desenvolvidas por manipulação químicas quatro gerações sucessivas destes antibióticos - importantes no combate tanto a bactérias Gram-positivas como a Gram-negativas resistentes às Penicilinas.[15][16]. Entretanto, este fungo é também um importante causador de doenças no trigo[17].
3. A Ergotamina e os alcalóides produzidos pelo esporão do centeio (Claviceps purpurea) são medicamentos utilizados no combate à enxaqueca. Entretanto, este medicamento provoca vasoespasmo importante e sua dosagem deve ser precisa, pois a superdosagem acarreta um quadro clínico de intoxicação conhecido como ergotismo.[18]